# St Anne and St Agnes

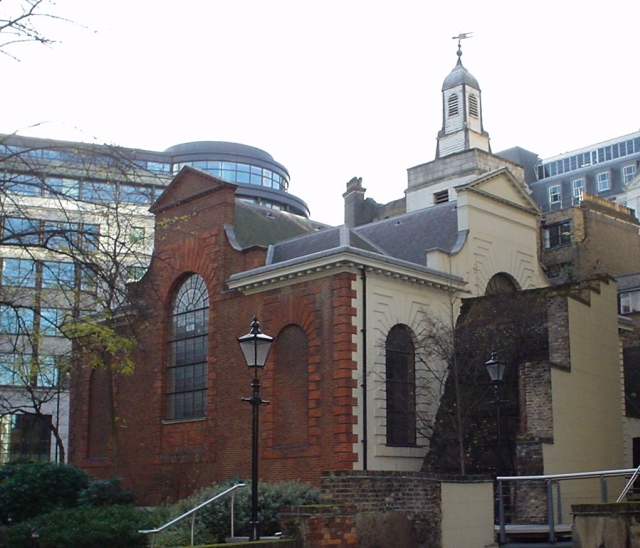
St Anne and St Agnes

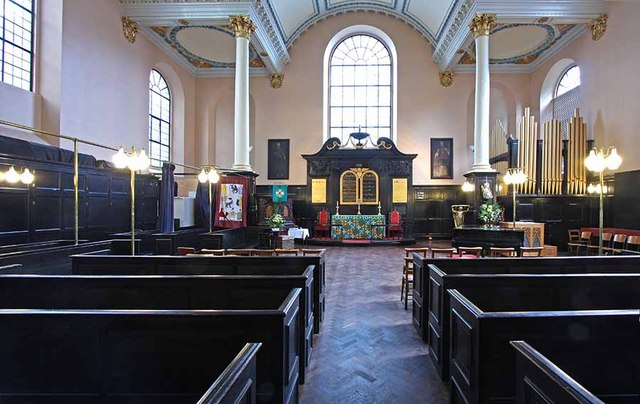
Innenraum

St Anne and St Agnes ist ein ehedem anglikanisches, heute profaniertes Kirchengebäude in der Gresham Street im Londoner Innenstadtbezirk City of London.

## Geschichte
Eine Kirche St Agnes near Alderychgate, gelegentlich auch als St Anne-in-the-Willows bezeichnet, findet sich erstmals 1137 als Pfarrkirche erwähnt. Bereits 1548 durch einen Brand beschädigt, wurde St Anne and St Agnes beim Großen Brand von London zerstört und 1677 bis 1680 von Christopher Wren durch einen Neubau ersetzt, der Turmbau wurde 1714 hinzugefügt. Im Zweiten Weltkrieg beschädigt und anschließend bis 1966 wiederhergestellt, diente sie bis 2013 der evangelisch-lutherischen Gemeinde als Kirchenraum. Die beim Wiederaufbau neuerrichtete Süd- und Ostseite wurde (wie ursprünglich das gesamte Bauwerk) als unverputzter Ziegelbau ausgeführt.
St Anne and St Agnes ist über quadratischem Grundriss mit vier eingestellten Säulen errichtet, durch die sich ein kreuzförmiger Innenraum mit quadratischem Mitteljoch ergibt; am Außenbau ist die Kreuzform durch das Aufsetzen von Giebeln sichtbar gemacht. Der Kirchenbau rezipiert damit einen alten Bautypus der christlichen Sakralarchitektur. Er gehört zum Standard des byzantinischen Kirchenbaus, wo er in der Regel als Kreuzkuppelkirche ausgebaut war, findet sich in der Architektur der Renaissance in Venedig, und schließlich im protestantischen Kirchenbau der Niederlande, so in der Nieuwe Kerk in Harlem, die als unmittelbares Vorbild Wrens Entwurf zugrunde lag.